# Джамнагар (округ)
Джамнагар (гудж. જામનગર જિલ્લો; англ. Jamnagar) — округ в индийском штате Гуджарат, на севере полуострова Катхиявар. Административный центр — город Джамнагар. Площадь округа — 14 125 км². По данным всеиндийской переписи 2001 года население округа составляло 1 904 278 человек. Уровень грамотности взрослого населения составлял 66,48 %, что выше среднеиндийского уровня (59,5 %). Доля городского населения составляла 43,91 %. В округе расположен священный индуистский город Дварка.
15 августа 2013 года из округа Джамнагар был выделен район Девбхуми Дварка с административным центром в городе Джамхамбхалия, расположенный на южном побережье Качского залива. Портовый город Сикка оснащён современным оборудованием для перевозки тяжёлых промышленных грузов. В основном используется для перевозки сырой нефти.